# 航空観閲式
航空観閲式（こうくうかんえつしき）は、航空自衛隊が3年に一度、通常時は茨城県の航空自衛隊百里基地（茨城空港）で実施していた観閲式（観兵式＝軍事パレード）である。自衛隊の創設を記念して、自衛隊記念日行事の一環として2023年（令和5年）まで行われていた。

## 概要
開催目的は「自衛隊の最高指揮官である内閣総理大臣（観閲官）の観閲を受けることにより、自衛隊員の使命の自覚及び士気の高揚を図るとともに、防衛力の主力を展示し、自衛隊に対する国民の理解と信頼を深める」として、1996年（平成8年）以降、原則陸上自衛隊・海上自衛隊・航空自衛隊の持ち回りで実施されており、航空観閲式は3年に一度実施していた。
陸上自衛隊担当が中央観閲式となる。また、海上自衛隊担当は自衛隊観艦式、航空自衛隊担当では航空観閲式となり、回次はそれらの通算である。航空観閲式は持ち回り制になった1996年に初開催されている。航空総隊司令部総務部企画室内に航空観閲式準備室が設置され、7ヵ月かけて実施が準備される。
観閲式は関係者のみの見学となっている。また、航空観閲式実施の年は百里基地航空祭（一般開放）は行われない。
令和2年（2020年）度は、新型コロナウイルス感染症の流行や、観閲式にかかわる隊員への負担を鑑み、規模を大幅に縮小して入間基地にて実施され、式典のみ実施された（飛行展示は実施せず）。令和5年（2023年）度も規模を大幅に縮小して入間基地にて実施され、式典のみ実施された（飛行展示は実施せず）。
防衛省は2025年（令和7年）7月30日に、観閲式や観艦式、航空観閲式を今後は基本的に実施しないと発表した。日本を取り巻く安全保障環境が厳しさを増し、部隊運用に余裕がないことが理由としている。
| 名称                         | 年次   | 実施日   | 主管       | 場所       |
| ---------------------------- | ------ | -------- | ---------- | ---------- |
| 平成8年度第43回航空観閲式    | 1996年 | 10月27日 | 航空自衛隊 | 百里基地   |
| 平成9年度第44回自衛隊観艦式  | 1997年 | 10月26日 | 海上自衛隊 | 相模湾     |
| 平成10年度第45回中央観閲式   | 1998年 | 11月1日  | 陸上自衛隊 | 朝霞訓練場 |
| 平成11年度第46回航空観閲式   | 1999年 | 10月31日 | 航空自衛隊 | 百里基地   |
| 平成12年度第47回自衛隊観艦式 | 2000年 | 10月29日 | 海上自衛隊 | 相模湾     |
| 平成13年度第48回中央観閲式   | 2001年 |          | 陸上自衛隊 | 中止       |
| 平成14年度第49回航空観閲式   | 2002年 | 10月20日 | 航空自衛隊 | 百里基地   |
| 平成15年度第50回自衛隊観艦式 | 2003年 | 10月26日 | 海上自衛隊 | 相模湾     |
| 平成16年度第51回中央観閲式   | 2004年 | 11月7日  | 陸上自衛隊 | 朝霞訓練場 |
| 平成17年度第52回航空観閲式   | 2005年 | 10月30日 | 航空自衛隊 | 百里基地   |
| 平成18年度第53回自衛隊観艦式 | 2006年 | 10月29日 | 海上自衛隊 | 相模湾     |
| 平成19年度第54回中央観閲式   | 2007年 | 10月28日 | 陸上自衛隊 | 朝霞訓練場 |
| 平成20年度第55回航空観閲式   | 2008年 | 10月19日 | 航空自衛隊 | 百里基地   |
| 平成21年度56回自衛隊観艦式   | 2009年 | 10月25日 | 海上自衛隊 | 相模湾     |
| 平成22年第57回中央観閲式     | 2010年 | 10月24日 | 陸上自衛隊 | 朝霞訓練場 |
| 平成23年度第58回航空観閲式   | 2011年 | 10月16日 | 航空自衛隊 | 百里基地   |
| 平成24年度第59回自衛隊観艦式 | 2012年 | 10月14日 | 海上自衛隊 | 相模湾     |
| 平成25年第60回中央観閲式     | 2013年 | 10月27日 | 陸上自衛隊 | 朝霞訓練場 |
| 平成26年度第61回航空観閲式   | 2014年 | 10月26日 | 航空自衛隊 | 百里基地   |
| 平成27年度第62回自衛隊観艦式 | 2015年 | 10月18日 | 海上自衛隊 | 相模湾     |
| 平成28年第63回中央観閲式     | 2016年 | 10月23日 | 陸上自衛隊 | 朝霞訓練場 |
| 平成29年度第64回航空観閲式   | 2017年 |          | 航空自衛隊 | 中止       |
| 平成30年度第65回中央観閲式   | 2018年 | 10月14日 | 陸上自衛隊 | 朝霞訓練場 |
| 令和元年度第66回自衛隊観艦式 | 2019年 |          | 海上自衛隊 | 中止       |
| 令和2年度第67回航空観閲式    | 2020年 | 11月28日 | 航空自衛隊 | 入間基地   |
| 令和3年度第68回中央観閲式    | 2021年 | 11月27日 | 陸上自衛隊 | 朝霞駐屯地 |
| 令和4年度第69回自衛隊観艦式  | 2022年 | 11月6日  | 海上自衛隊 | 相模湾     |
| 令和5年度第70回航空観閲式    | 2023年 | 11月11日 | 航空自衛隊 | 入間基地   |

## 主要出席者
- 観閲官：内閣総理大臣
- 主催者：防衛大臣
- 実施責任者：航空幕僚長
- 執行者：航空総隊司令官
- 観閲地上部隊指揮官：中部航空方面隊司令官
- 地上走行部隊指揮官：中部高射群司令
- 防衛大臣政務官、参議院議長、統合幕僚長（代行：統合幕僚副長）、海上幕僚長、陸上幕僚長他

## 参加部隊・行事
例として、最後に展示飛行等が行われた2014年度第61回航空観閲式（防衛省・自衛隊60周年記念航空観閲式）の例を示す
- 航空中央音楽隊　演奏
  - 曲目　「蒼空 (創設60周年記念曲)」「美中の美」「風薫る (創設60周年記念曲)」「サーカス・ビー」「空の精鋭」
- 観閲地上部隊
- 観閲部隊指揮官入場
- 特別儀仗隊（陸上自衛隊 第302保安警務中隊）入場
- 観閲官入場
- 国家独唱（海上自衛隊東京音楽隊 3等海曹 三宅由佳莉）
- 慰霊飛行 F-15J 4機
- 観閲官訓示
- 訓練展示

### 観閲飛行
21機種10個編隊45機で飛行を実施する
- 陸上自衛隊　AH-1S、AH-64D、OH-1、OH-6、UH-1（第4対戦車ヘリコプター隊）
- 海上自衛隊　SH-60J（第21航空隊）
- 航空自衛隊　UH-60J、CH-47J（小松救難隊）
- 海上自衛隊　US-1A、US-2（第71航空隊）
- 海上自衛隊　P-3C（第2航空隊）
- 航空自衛隊　E-2C（第601飛行隊）
- 航空自衛隊　U-125A 3機（新潟救難隊）
- 航空自衛隊　C-130H 3機（第401飛行隊)
- 航空自衛隊　C-1 3機（第402飛行隊）
- 航空自衛隊　政府専用機（第701飛行隊）
- 航空自衛隊　KC-767（第404飛行隊)
- 航空自衛隊　E-767 （第602飛行隊）
- 航空自衛隊　F-4EJ改 3機（第302飛行隊）
- 航空自衛隊　F-2B 5機（第8飛行隊）
- 航空自衛隊　F-15J 5機（第303飛行隊）

### 観閲部隊
- 百里基地エプロンで行うため、規模は中央観閲式に比べて小規模で実施される。
- 航空自衛隊 中央音楽隊
- 航空自衛隊 移動部隊
- 陸上自衛隊大隊（航空学校霞ケ浦校）
- 海上自衛隊大隊（第3術科学校）
- 航空自衛隊第3大隊
- 航空自衛隊第2大隊
- 航空自衛隊第1大隊

### 地上展示走行
- ペトリオット部隊（第1高射群第3高射隊）
- 基地防空部隊（第7航空団基地業務群・第7基地防空隊）
- 移動警戒管制部隊
- 移動通信部隊
- 移動管制部隊（航空保安管制群）
- 移動気象部隊（航空気象群）
- スイーパー(清掃車)（第7航空団基地業務群）
- F-15J 2機（タキシング）
- F-2A 2機（タキシング）
- F-4EJ改 2機（タキシング）

### 飛行展示
- 緊急発進展示（F-15J ホットスクランブル 2機）
- 航空偵察展示（RF-4EJ偵察機 2機 低高度 高速進入）
- 機動飛行展示（ホットスクランブル実施機である、F-15J戦闘機 2機）
- 模擬対地攻撃展示（F-2戦闘機 2機　20mm機関砲射撃）
- XC-2 次期輸送機 航過飛行
- ブルーインパルス展示飛行
- 60周年大編隊記念飛行

## 備考
- 航空観閲式に先立ち、前日に事前展示を行うが、事前展示においても入場者は関係者のみとなっている。
- 緊急発進展示では、自衛隊最高指揮官たる内閣総理大臣が緊急発進のボタンを押して、スクランブルを命じている[8]。
- 航空観閲式実施中も茨城空港での民間航空機の発着陸は通常通り行われる[8]。
- 陸上自衛隊大隊は1個大隊規模の編成であるが、自衛隊旗（通常は連隊旗として使用する）を使用する。